# Wiktor Prandota

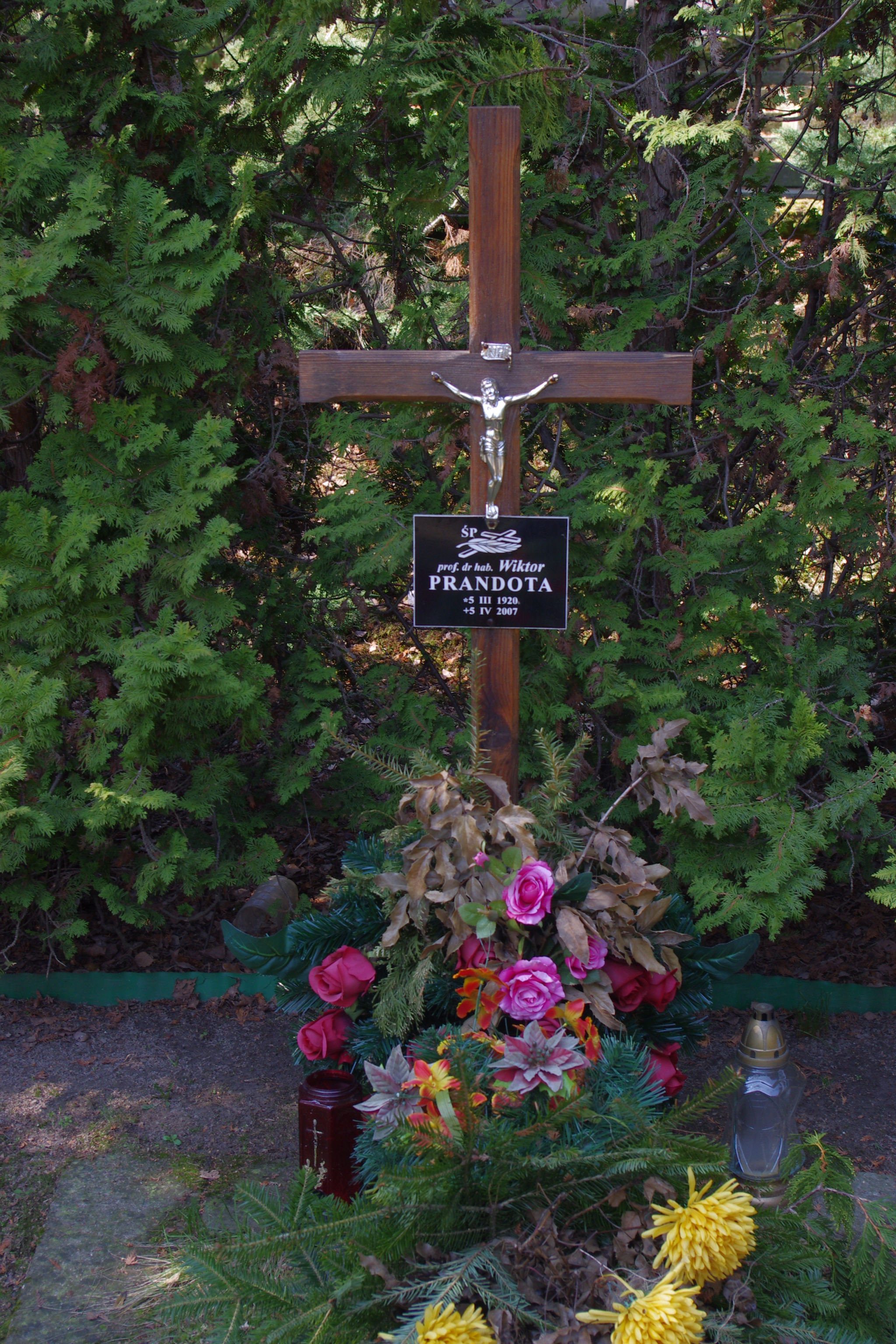
Grób prof. Wiktora Prandoty na Cmentarzu Wojskowym na Powązkach w Warszawie

Wiktor Leon Prandota (ur. 5 marca 1920 w Turowie, zm. 5 kwietnia 2007 w Krynicy-Zdroju) – polski badacz Afryki, wykładowca SGGW, ekspert ONZ, wiceprzewodniczący Związku Młodzieży Wiejskiej, członek Ogólnopolskiego Komitetu Frontu Jedności Narodu w 1958 roku.

## Życiorys
Syn Matusza Prędoty i Władysławy z Napiórkowskich, na mocy decyzji Prezydium Wojewódzkiej Rady Narodowej m.st. Warszawy z dnia 8 sierpnia 1963 r. zmienił nazwisko na Prandota.
Podczas okupacji prowadził gospodarstwo rolne i działał w ruchu oporu: powiatowy komendant Batalionów Chłopskich, członek Szarych Szeregów AK, ZMW RP „Wici”, pełniąc funkcje od kierownika do wiceprezesa.
Po wojnie studiował w SGGW uzyskując w 1948 roku stopień magistra, w 1958 r. stopień doktora, w 1974 r. otrzymał tytuł profesora nadzwyczajnego nauk rolniczych.
W latach 1965–1969 kierownik katedry Ekonomiki i Organizacji Rolnictwa w Wyższej Szkole Rolniczej w Olsztynie; 1965–1966 ekspert Organizacji Narodów Zjednoczonych do spraw Wyżywienia i Rolnictwa (FAO) w Tunezji; 1969–1971 dyrektor Instytutu Mleczarskiego w Warszawie. W roku 1973 zmuszony został do wyjazdu z Polski.
Od 1973 r. zamieszkał w Zairze (obecnie Demokratyczna Republika Konga) jako ekspert UNESCO, później profesor zwyczajny ISDR (Wyższy Instytut Rozwoju Rolnictwa) w Bukavu. Kierownik laboratorium Wyższego Instytutu Rozwoju Rolnictwa ISDR w tym mieście. Do Polski wrócił na początku lat 90.
Autor licznych książek, w tym Czarna Afryka od środka. Członek Ogólnopolskiego Związku Żołnierzy Batalionów Chłopskich.
Został odznaczony m.in. Orderem Odrodzenia Polski, Krzyżem Partyzanckim, Medal „Za zasługi dla Ruchu Ludowego” im. Wincentego Witosa, Złotą honorową odznaką Związku Młodzieży Wiejskiej (1970).
Pochowany na cmentarzu Powązki Wojskowe w Warszawie (kwatera A6 BCh-2-4). 